# San Lorenzo in Lucina

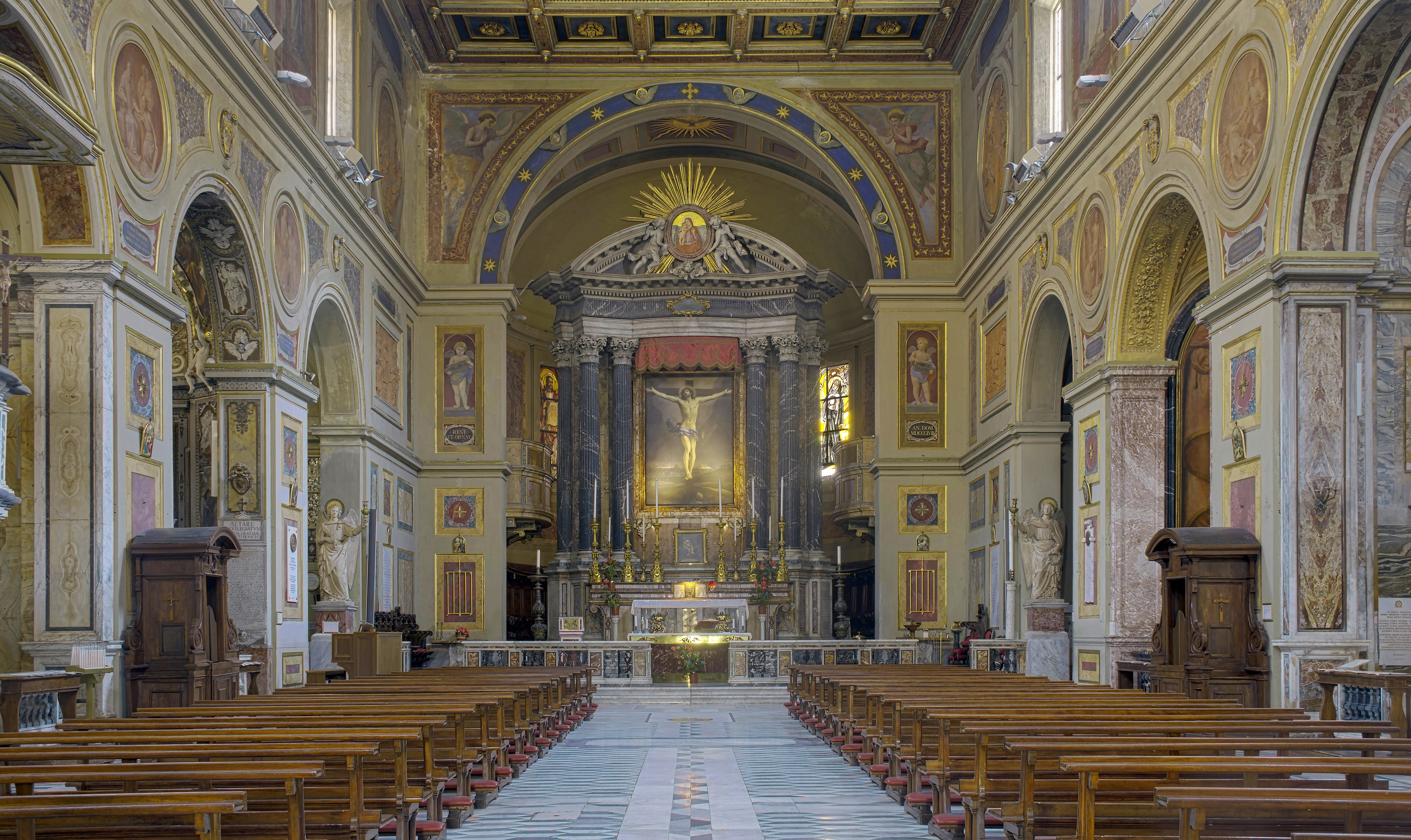
Das Innere der Kirche

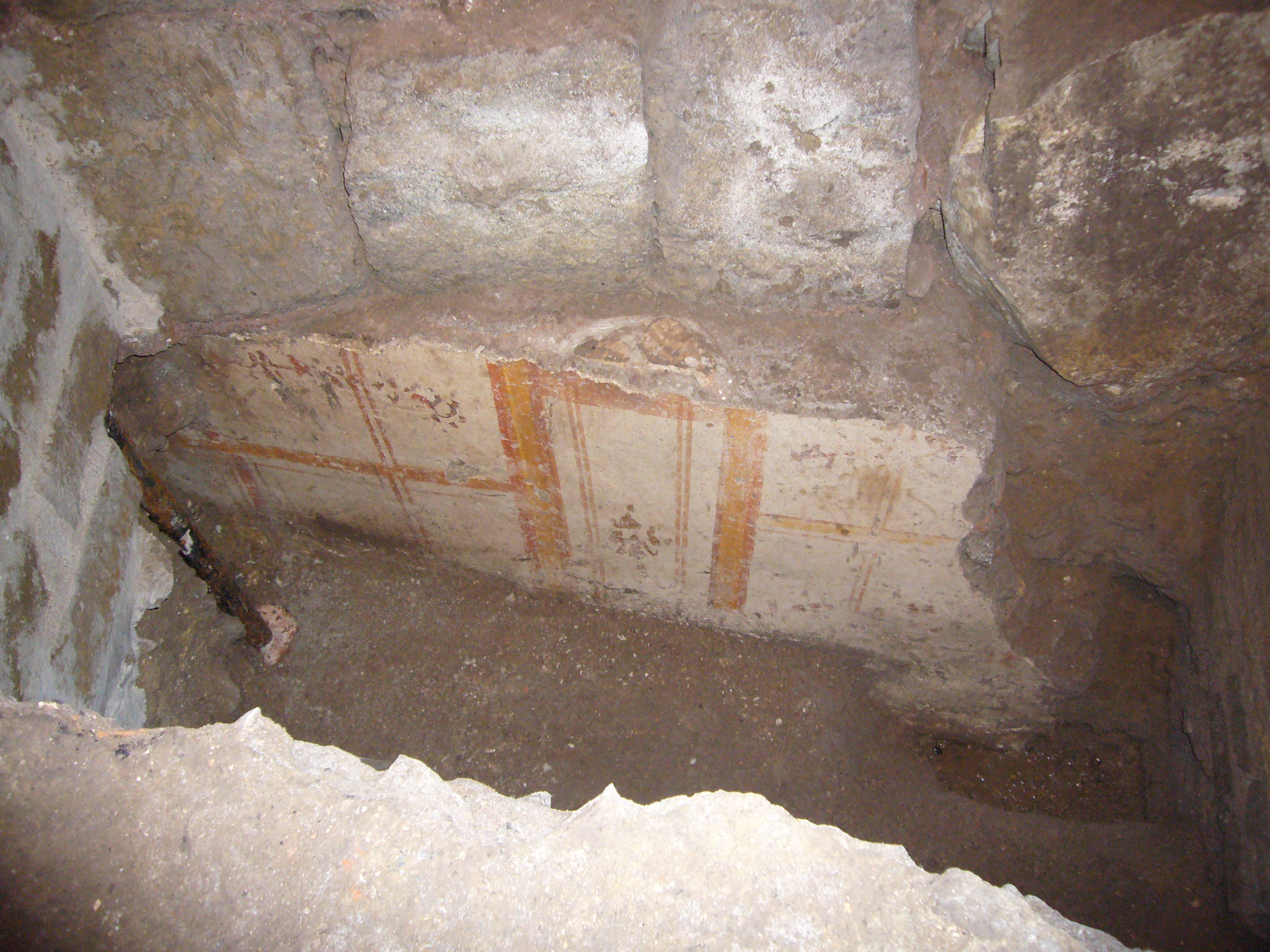
Fresken des 2. Jahrhunderts

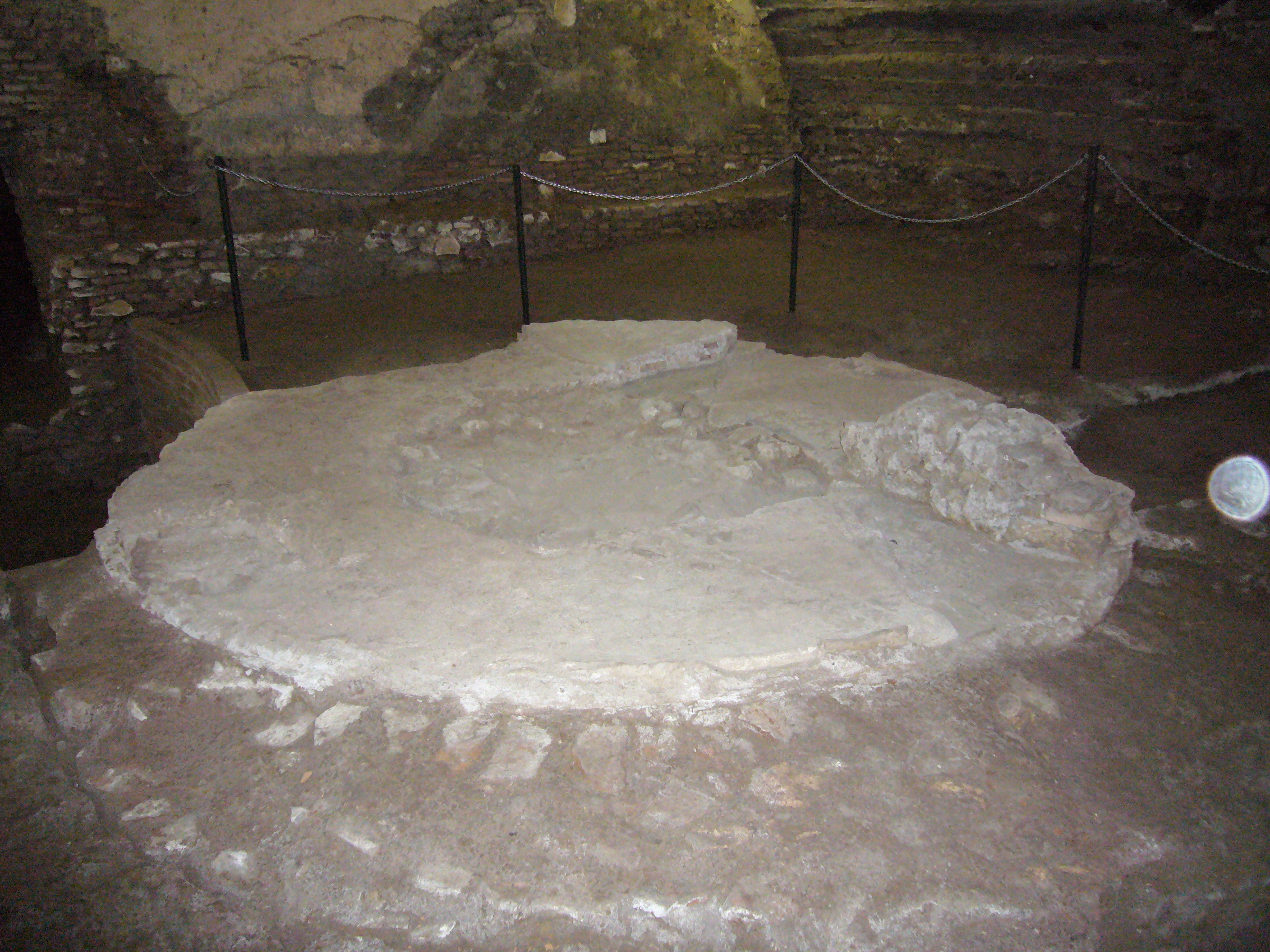
Baptisterium des 5. Jahrhunderts

Die Basilika San Lorenzo in Lucina (lateinisch Sancti Laurentii in Lucina) ist eine dem heiligen Laurentius geweihte Kirche in Rom. Sie ist Pfarrkirche der gleichnamigen Pfarrei und Titelkirche der römisch-katholischen Kirche. Sie steht im Rang einer Basilica minor und ist Stationskirche für den Freitag der dritten Fastenwoche. Kunsthistorische Bedeutung hat sie u. a. durch Werke von Gian Lorenzo Bernini und das Grabmal von Nicolas Poussin. Auch die Komponisten Luca Marenzio, Bernardo Pasquini und Josef Mysliveček fanden in der Kirche ihre letzte Ruhe.

## Lage
Die Kirche steht im III. römischen Rione Colonna an der Piazza di San Lorenzo in Lucina, nahe der Via del Corso, der ehemaligen Via Lata auf dem Marsfeld, etwa 150 Meter nördlich des Palazzo Montecitorio.

## Ausgrabungen
Bei Ausgrabungen in den 1980er Jahren wurden unter anderem im Langhaus Fundamente von spätantiken Vorgängerbauten sowie Reste eines frühchristlichen Baptisteriums gefunden. Bei dem spätantiken Gebäudekomplex handelt es sich um einen mehrschiffigen Bau aus dem 2. Jahrhundert, von dem vermutet wird, dass es ein Handelshaus mit einer Portikus zur Via Lata gewesen ist. Unter dem vorderen Teil der Kirche hat man außerdem Reste eines Raumes freigelegt, der Bezüge zu dem dort nachgewiesenen frühchristlichen Titulus in Lucinis haben könnte. Denn dieser Titulus hat sich vermutlich in dem von der Römerin Lucina bewohnten Haus befunden, das als ecclesia domestica für die Zusammenkünfte der christlichen Gemeinde gedient hat und wo am 1. Oktober 366 die Anhänger des Diakons Damasus zusammengekommen waren, um ihn zum Bischof von Rom zu wählen, wie in den Gesta inter Liberium et Felicem berichtet wird.

## Baugeschichte

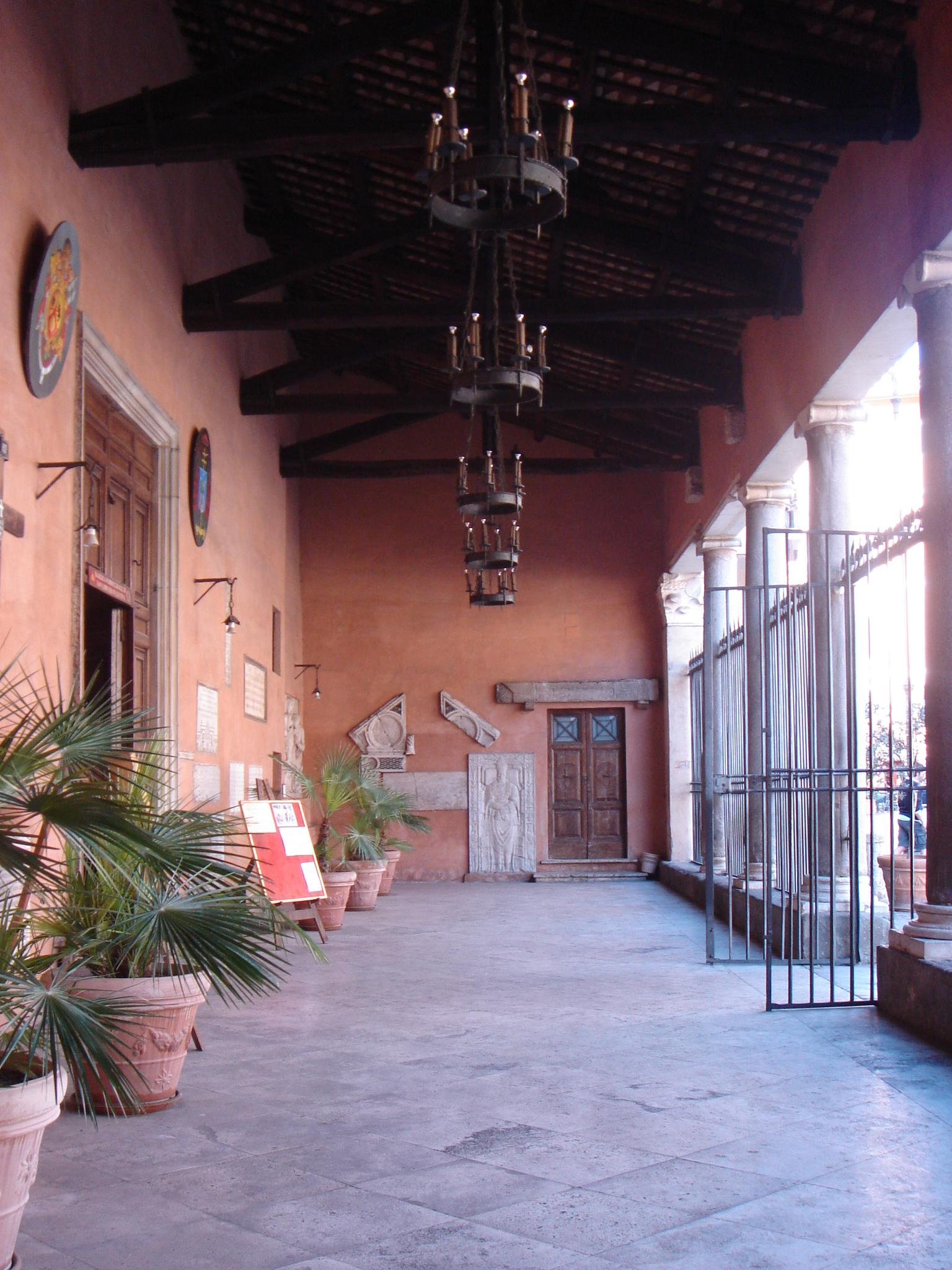
Narthex

Zur Entstehungsgeschichte der Kirche gibt es keine verlässlichen Quellen. Das erste Kirchengebäude wurde um 435 unter Papst Sixtus III. (432–440) über der erwähnten ecclesia domestica errichtet, was der Zustimmung des Kaisers Valentinian III. bedurfte, weil sich die neue Kirche mit dem rechten Seitenschiff teilweise auf angrenzenden öffentlichen Grund erstrecken sollte, nämlich auf das Horologium Augusti, dessen als Gnomon verwendeter ägyptischer Obelisk sich ursprünglich in der Nähe der heutigen Sakristei von San Lorenzo in Lucina befand. Dieser 595 v. Chr. von Pharao Psammetich II. in Heliopolis errichtete, dann von Kaiser Augustus nach Rom transportierte Obelisk steht seit 1792 auf der Piazza di Montecitorio.
Zur Person der Lucina und zum Patrozinium erläutert Hugo Brandenburg:

„Es handelt sich bei dieser Kirche somit um eine private Stiftung einer uns sonst unbekannten Lucina, die später dem hl. Laurentius geweiht wurde, wie die Bezeichnung in basilicam sancti Laurentii martyris qui appellatur titulus Lucinae (Basilica des hl. Laurentius, die Titulus der Lucina genannt wird) im Liber Pontificalis in der Biographie des Papstes Sergius I. (687–701) belegt (Lib. Pont. I, 376).“

Die Ausrichtung der dreischiffigen Basilika (ca. 54 × 25 m) mit Apsis im Südosten und drei Portalen im Nordwesten war vorgegeben durch die Fundamente der antiken Vorgängerbauten. Je neun Säulen trugen die Arkaden des Mittelschiffs mit zehn großen Rundbogenfenstern unter einem offenen Dachstuhl. Die leicht eingezogene Apsis schloss sich unmittelbar an das Langhaus an; die Seitenschiffe hatten einen flachen Abschluss. Auf der Westseite der Basilika befand sich ein Baptisterium mit einem runden Taufbecken aus dem 5. Jahrhundert, das vom rechten Seitenschiff aus zugänglich war.
Die ersten Restaurierungen der Kirche wurden vorgenommen unter den Päpsten Hilarius (461–468), Benedikt II. (684–685) und Hadrian I. (772–795). Am 25. April 799 ist Papst Leo III. während der Collecta überfallen und mit der Blendung bedroht worden.
In den Jahren um 900 wird erstmals der Feuerrost erwähnt, auf dem Laurentius den Märtyrertod gestorben sein soll; er befindet sich heute in dem Reliquienschrein des 18. Jahrhunderts unter dem Altar der Laurentius-Kapelle (erste Kapelle rechts).
Bei der Plünderung Roms 1084 durch die Truppen Robert Guiskards wurde die Kirche so stark beschädigt, dass Papst Paschalis II. (1099–1118) sie durch einen Neubau im romanischen Stil ersetzen musste. Auf dem bisherigen Grundriss entstand unter Beibehaltung einiger Mauerreste sowie des Triumphbogens und der Apsis eine dreischiffige Basilika sowie ein Narthex mit sechs Granitsäulen und der Campanile. Die bisherigen Säulen des Mittelschiffs wurden durch Pfeiler ersetzt.
Das Ende dieser Baumaßnahmen fiel vermutlich mit der Kirchweihe durch Gegenpapst Anaklet II. am 25. Mai 1130 überein; diese Kirchenweihe wurde dann aber – wie alle kirchlichen Handlungen Anaklets II. – durch das Zweite Laterankonzil von 1139 annulliert, so dass am 26. Mai 1196 von Coelestin III. die endgültige Kirchenweihe vorgenommen werden konnte.
1427 wurde die Kirche auf Veranlassung von Kardinal Jean de la Roche-Taislée und 1463 auf Weisung von Kardinal Filippo Calandrini grundlegend saniert. 1562 bis 1564 ließ Kardinal Francesco Gonzaga die Kirche erneut sanieren. Unter Kardinal Inigo d’Avalos d’Aragona (um 1596) wurde das Paviment um 1,6 m zur Angleichung an das Straßenniveau angehoben.
Beim erneuten Umbau der Basilika um 1650 hat man die Mittelschiffwände erhöht, Rechteckfenster eingebaut, eine neue Flachdecke eingezogen und mit Gemälden verziert sowie die Seitenschiffe in Kapellen umgewandelt. Die barocke Ausstattung wurde 1857 wieder größtenteils entfernt und das Innere im klassizistischen Stil gestaltet.
Der neue Inhaber des Titels, Albert Kardinal Ranjith, hat die Kirche am Sonntag, den 13. Februar 2011 in Besitz genommen.

### Liturgische Funktionen
Neben ihrer Rolle als Stationskirche für den Freitag nach dem dritten Fastensonntag war San Lorenzo in Lucina vom 9. bis zum 14. Jahrhundert auch Stationskirche am 25. April für die Litaniae maiores (große Bittprozession), denn sie nahm dort ihren Anfang und bildete die erste Statio. An San Lorenzo in Lucina sprach der Papst oder sein Stellvertreter die erste Oration der Prozession, die sich dann anschließend auf der Via Lata und der Via Flaminia in Richtung der Basilika San Valentino (zweite Station) und zur Milvischen Brücke (dritte Station) fortsetzte und schließlich am Petersdom endete.

## Äußeres
Die Fassade wird bestimmt durch den vorgelagerten eingeschossigen Säulenportikus bestehend aus sechs Granitsäulen, über denen ein kräftiger Architrav liegt, der aus dem Schaft einer sehr langen Marmorsäule herausgeschnitten worden war. Die Vorhalle wurde im Jahre 1193 errichtet und seitdem mehrmals verändert, insbesondere der Giebel zeigt die Veränderungen des 17. Jahrhunderts.
Die Längsseiten der Kirche sind zugebaut. Links hinter der Fassade ist die achteckige Laterne des Baptisteriums zu sehen.
In der offenen Vorhalle stehen neben dem Kirchentor zwei Portallöwen aus dem 12. Jahrhundert, die teilweise in die Wand eingelassen sind; der rechte Löwe scheint ein Kind zu hüten.

## Innenraum

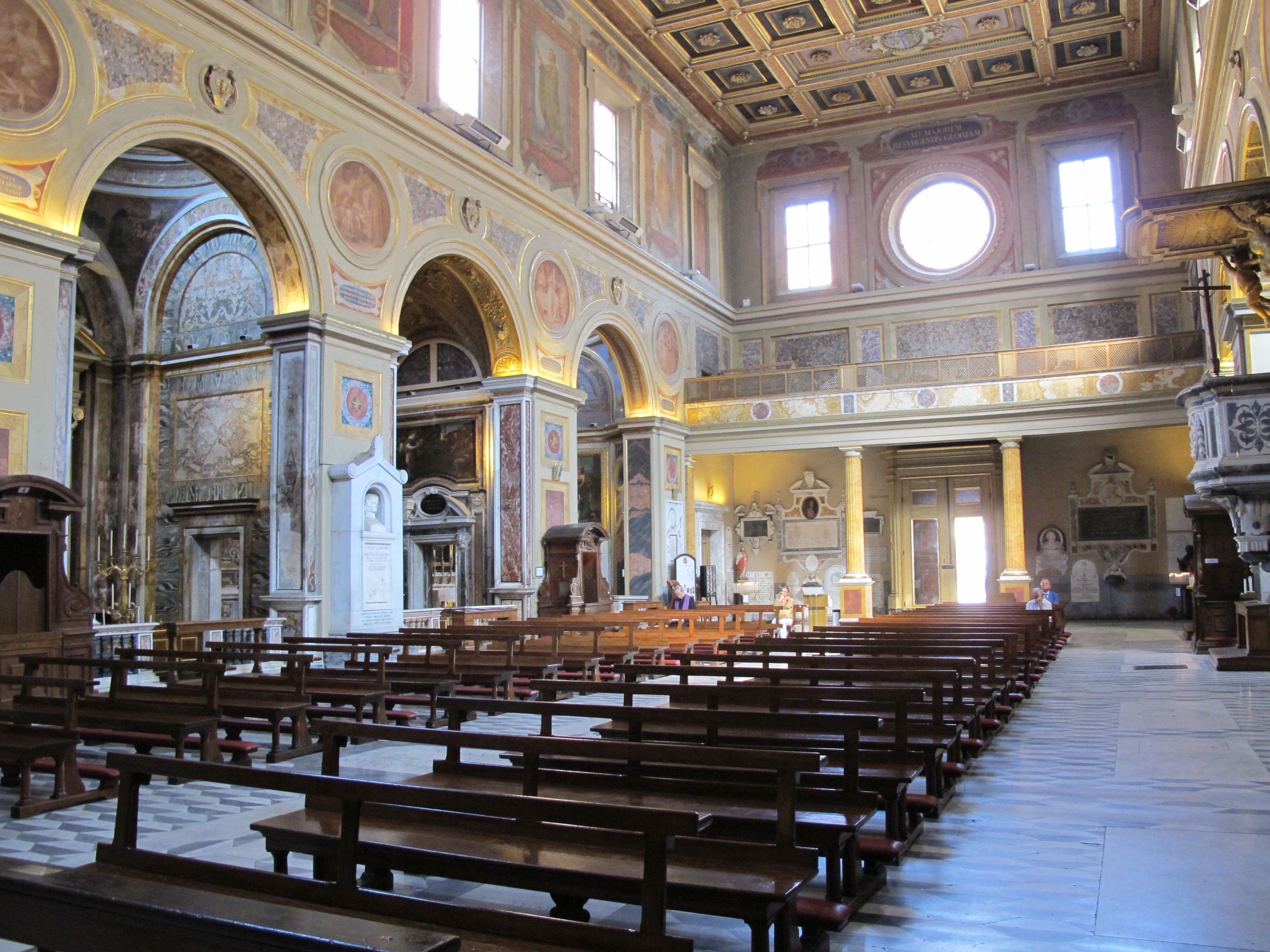
Kircheninneres zum Eingang hin

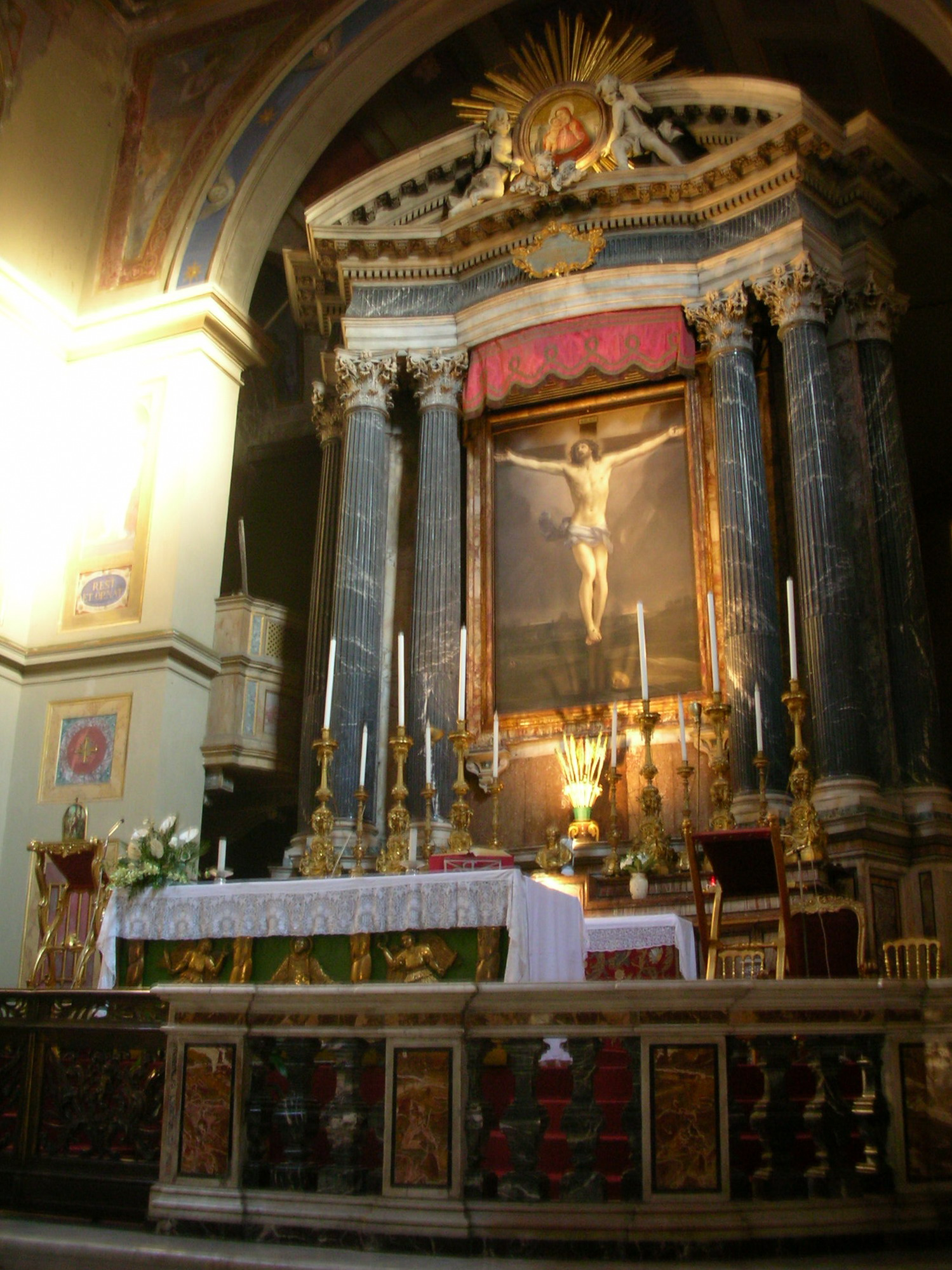
Der Hochaltar mit der Kreuzigung von Guido Reni

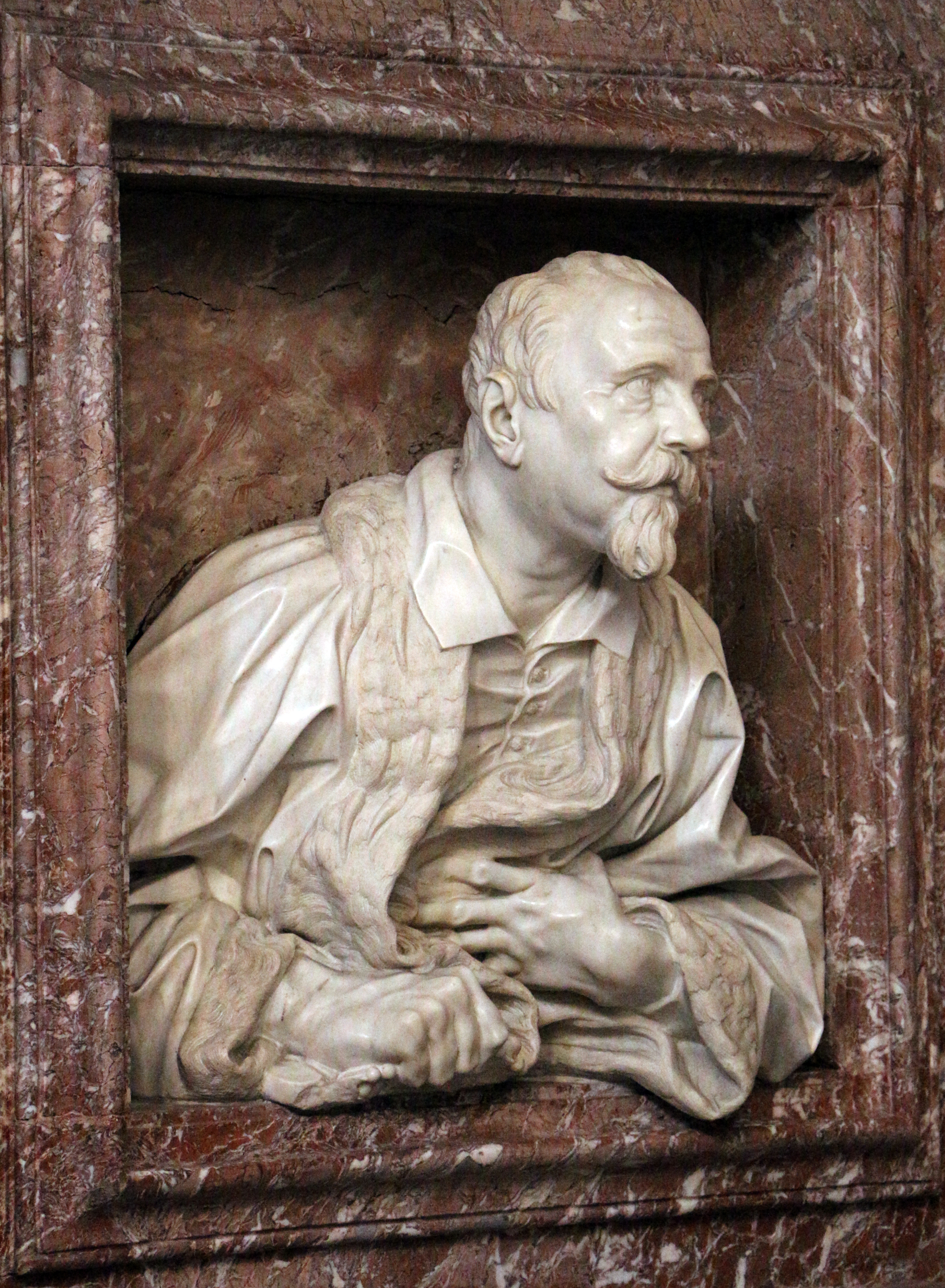
Grabmal des Gabriele Fonseca von Bernini

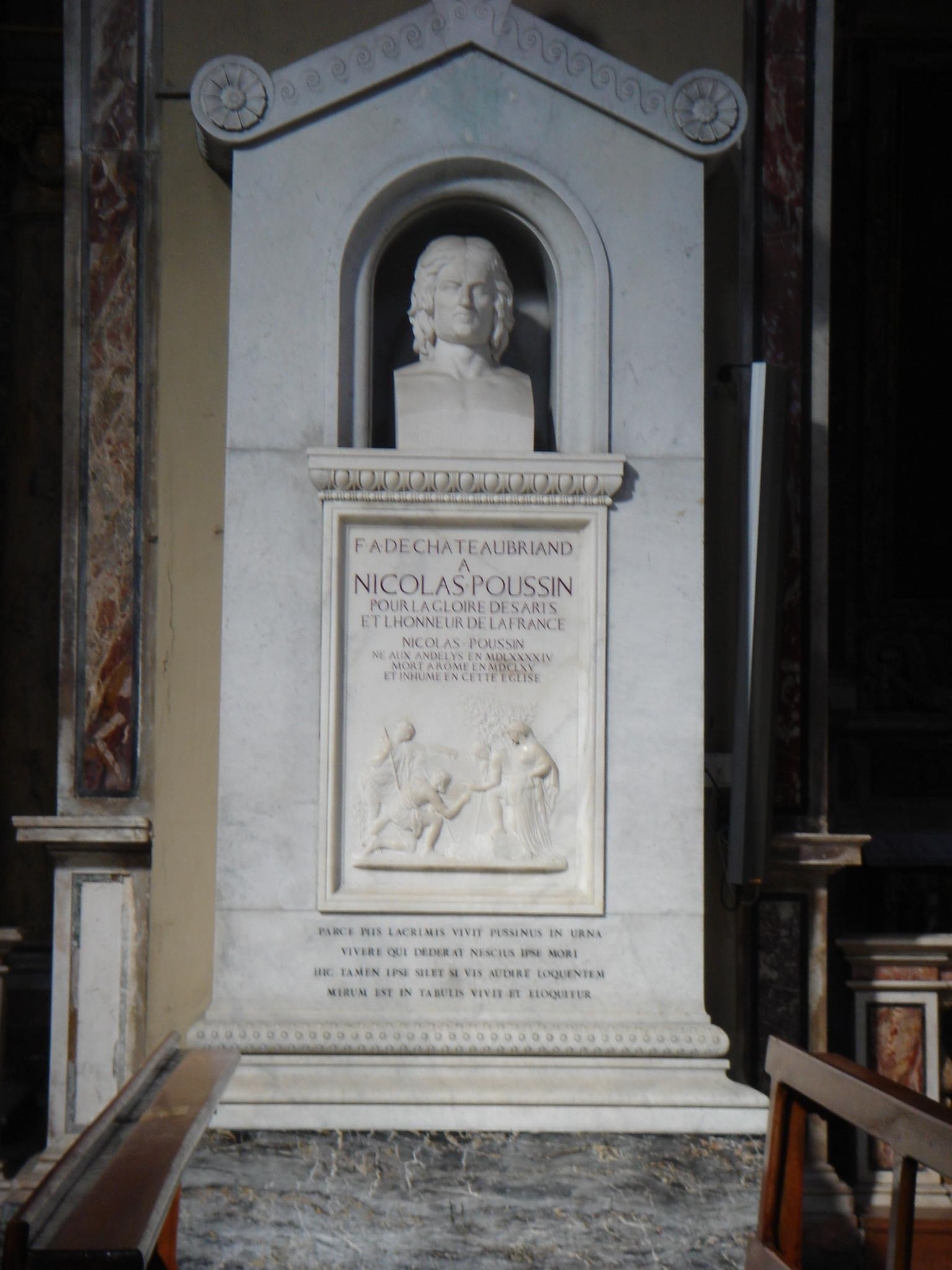
Grabmal des Nicolas Poussin

Im Inneren der Kirche fällt zunächst die 1650 eingebaute, reich vergoldete kassettierte Decke auf. Das Ölbild mit der Himmelfahrt Christi ist umgeben von Bildern der Heiligen, deren Reliquien in der Kirche verwahrt werden, insbesondere Laurentius, Damasus und Lucina.
Das Langhaus öffnet sich zwischen den Pfeilern durch Arkadenbögen in die Seitenkapellen, insgesamt zehn. Oberhalb des nicht besonders auffälligen Gesimses sind Fenster. Die Kirche ist zwar mit Fresken und Stuckarbeiten verziert, aber gegenüber anderen Kirchen aus dem Barock schlicht und zurückhaltend gestaltet.

### Hochaltar
Das berühmte Altarblatt des Hochaltars, Christus am Kreuz, stammt von Guido Reni (um 1635). Hinter dem Altar befindet sich ein marmorner Bischofsstuhl aus der Zeit des Papstes Paschalis II. mit einer Widmungsinschrift von ihm aus dem Jahr 1112.

### Cappella Fonseca
Diese Kapelle (4. auf der rechten Seite) ist die bedeutendste der Kirche. Sie wurde um 1663 von Gian Lorenzo Bernini als Familienkapelle des päpstlichen Arztes Gabriele Fonseca entworfen und ausgestattet. Zu bewundern ist dort vor allem die Büste Fonsecas, der sich gleichsam aus dem Fenster lehnt und zum Altar hinwendet, dabei Ergriffenheit zeigt und sich mit der linken Hand an die Brust fasst; es soll der Moment sein, in dem Fonseca von dem Wunder der Transsubstantiation ergriffen wird.

### Kapelle des Johannes Nepomuk
Die dritte Kapelle links ist – eine Seltenheit in Rom – dem heiligen Johannes Nepomuk gewidmet.
Außer der Statue des hl. Nepomuk auf dem Altar (18. Jahrhundert) hängen an den Seitenwänden zwei Bilder mit seinem Martyrium durch den Sturz von der Karlsbrücke in Prag und der Auffindung der Leiche.

### Grabmal von Nicolas Poussin
Das Grabmal des 1665 gestorbenen Malers Nicolas Poussin befindet sich am zweiten Pfeiler auf der rechten Seite. Stifter des 1830 errichteten Grabmals war der französische Schriftsteller, Diplomat und damaliger Botschafter Frankreichs in Rom François-René de Chateaubriand. Den Entwurf lieferte Léon Vaudoyer.

### Grab Myslivečeks
Der Komponist Josef Mysliveček (1737–1781), ein Bekannter Mozarts, der ihn als Komponist schätzte, starb in Rom, und Sir Barry sorgte für die Beisetzung seines Lehrers und Freundes in dieser Kirche. Bei den schon genannten Ausgrabungen im letzten Jahrzehnt des 20. Jahrhunderts wurden auch das Grab und das lange Zeit verschollene Grabdenkmal wieder aufgefunden. Es wurde jedoch nicht mehr aufgestellt, sondern ersetzt durch ein marmornes Epitaph am ersten Pfeiler vorne rechts als Pendant für die Gedenktafel Elsheimers gegenüber.

### Epitaph für Adam Elsheimer
Adam Elsheimer gilt als der bedeutendste deutsche Maler des Barock. Geboren 1578 in Frankfurt/Main, lebte er seit 1600 in Rom. Rasch erlangte er Ansehen bei Kunstkennern und Anerkennung unter den Malerkollegen. Doch er malte wenig und in kleinen Formaten. Er verarmte, erkrankte und wurde am 11. Dezember 1610 mit gerade 32 Jahren in seiner römischen Pfarrkirche in einem anonymen Grab beigesetzt. Genau 400 Jahre nach seinem Tod erinnert seit dem 11. Dezember 2010 ein Epitaph an der ersten Säule vorne links an den Wegbereiter der Malerei des Barock und rühmt ihn als einen der Ersten, die beim Malen des Sternenhimmels ein Teleskop verwendet haben. Auch wenn er unter dem Glanz der großen Niederländer und Italiener weitgehend in Vergessenheit geriet, so sind seine Verdienste unbestritten. Elsheimers Bilder wurden noch 200 Jahre nach seinem Tod kopiert und in Kupfer gestochen; Rubens beklagte seinen frühen Tod; Sandrart schreibt voller Bewunderung von ihm. Unerreicht ist seine Darstellung der „Flucht nach Ägypten“, ein überragendes Nachtstück mit einer in Gottes Schöpfung geborgenen Heiligen Familie unter einem nie zuvor gesehenen Sternenhimmel, vermutlich schon vor Galilei durch ein Fernrohr beobachtet.

### Orgel
Die Orgel der Kirche wurde 1911 von der Orgelwerkstatt Mascioni erbaut und hat 21 Register auf zwei Manualen und Pedal.

## Bildergalerie

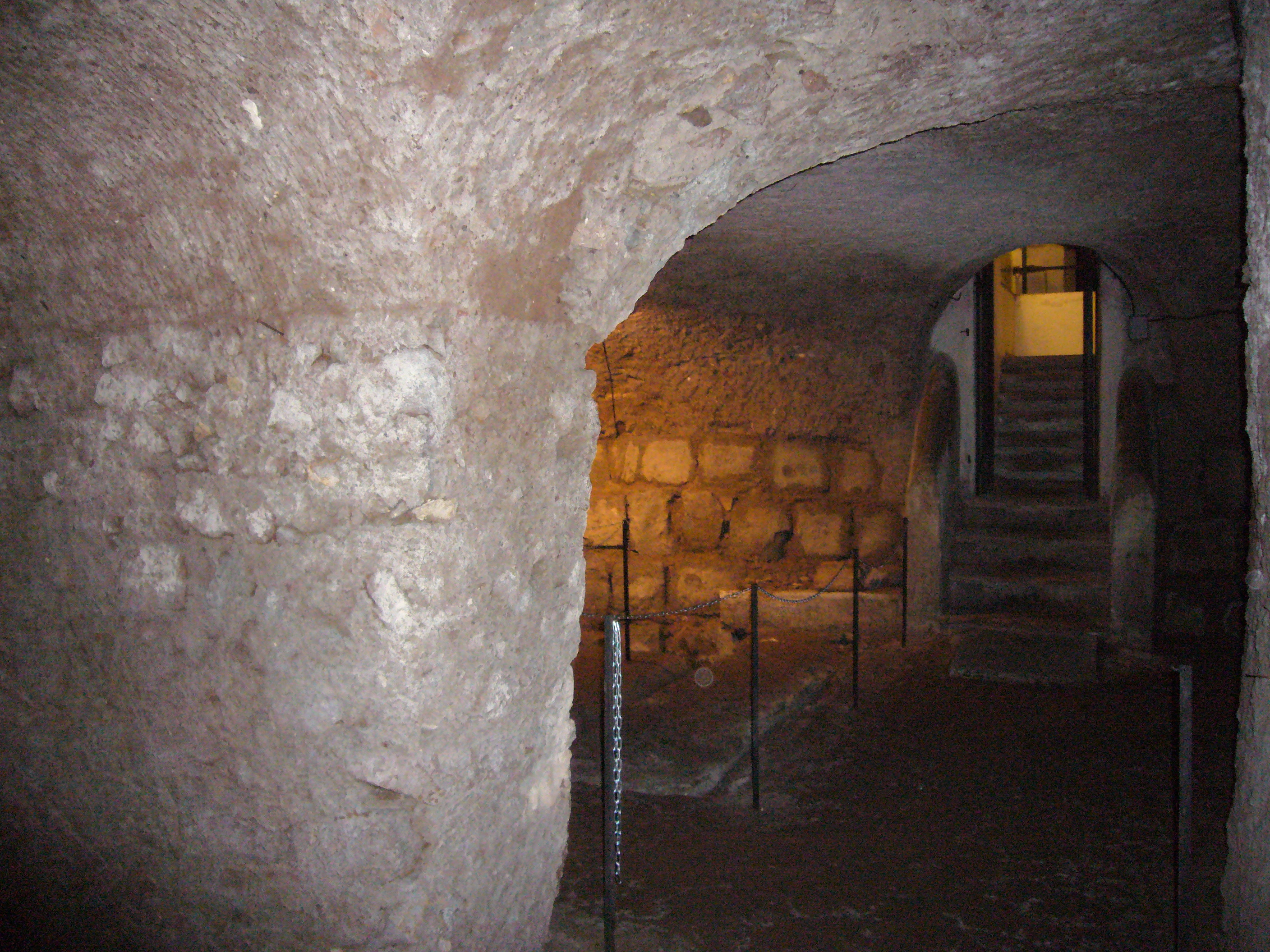
Ausgrabungen unter dem Langhaus
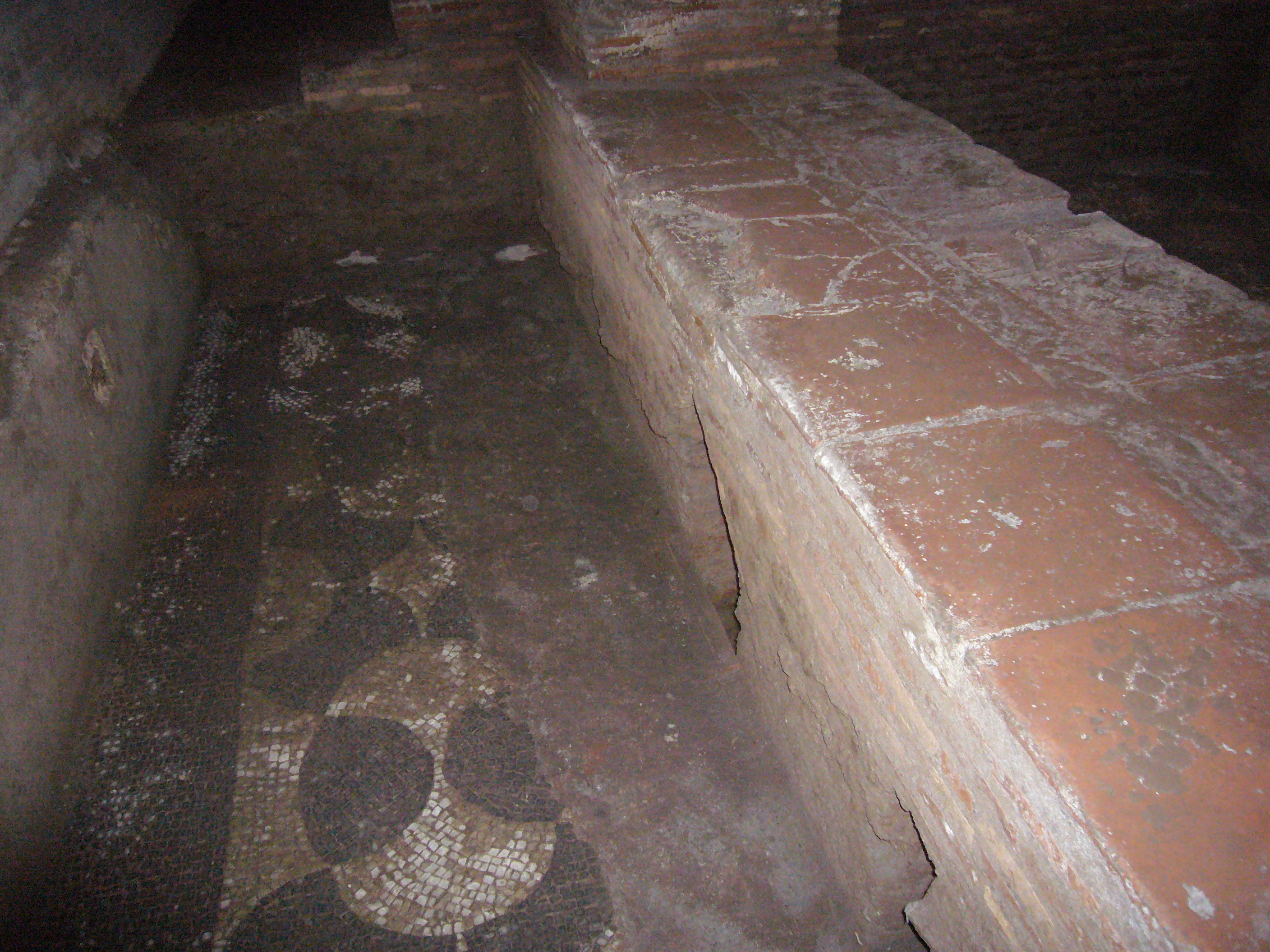
Bodenmosaik unterhalb des Langhauses
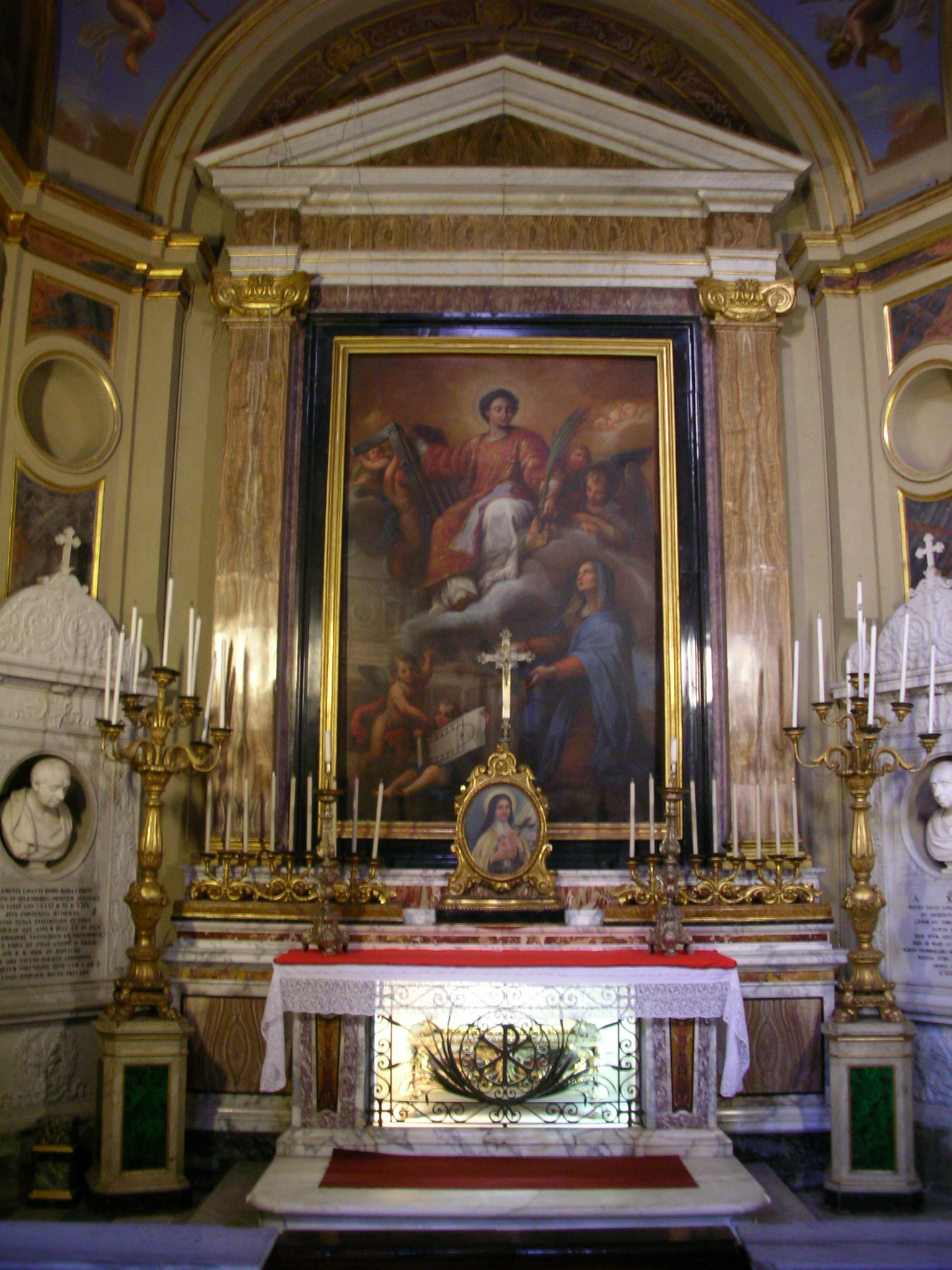
Cappella di San Lorenzo
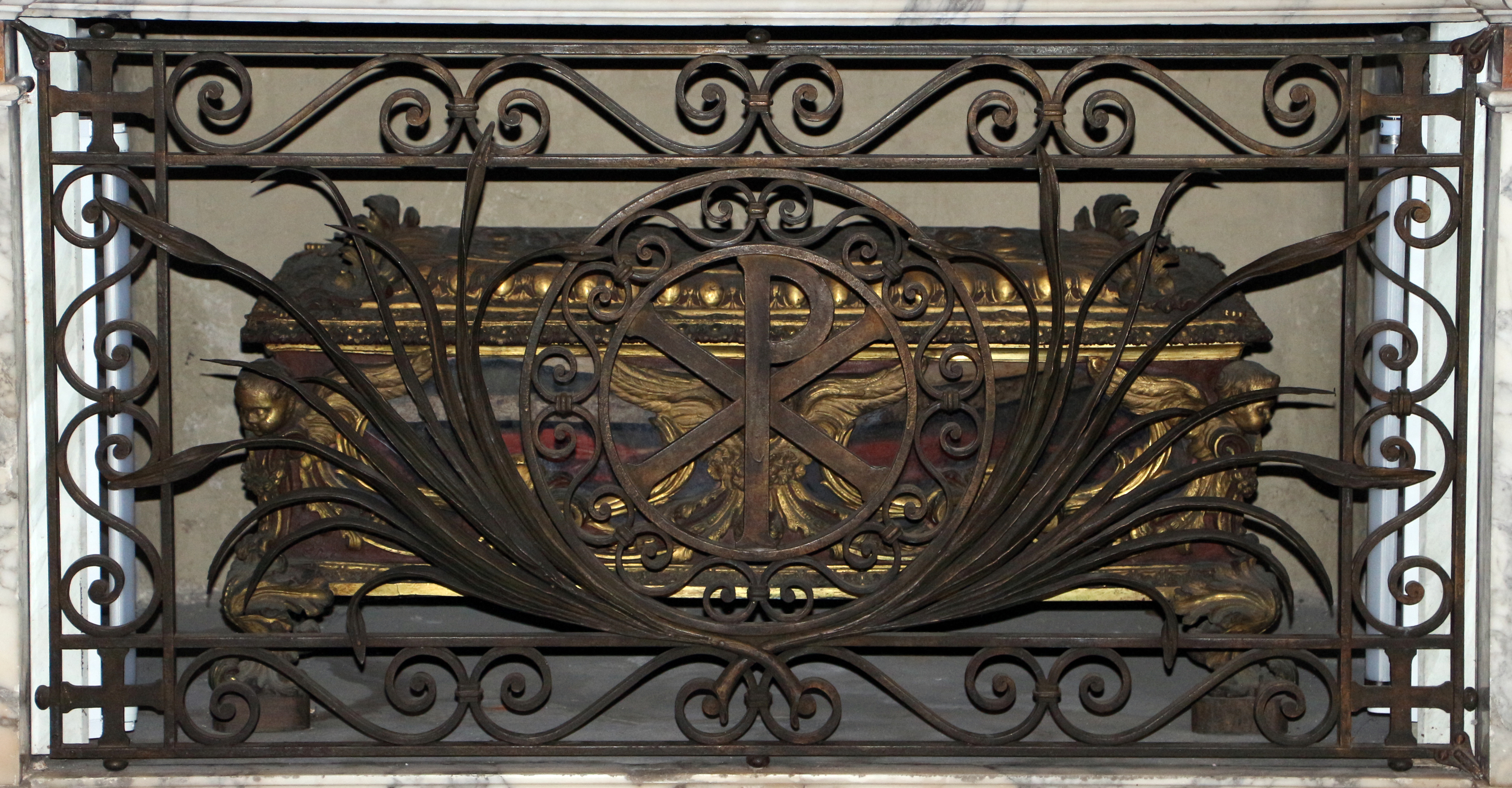
Urne von San Lorenzo
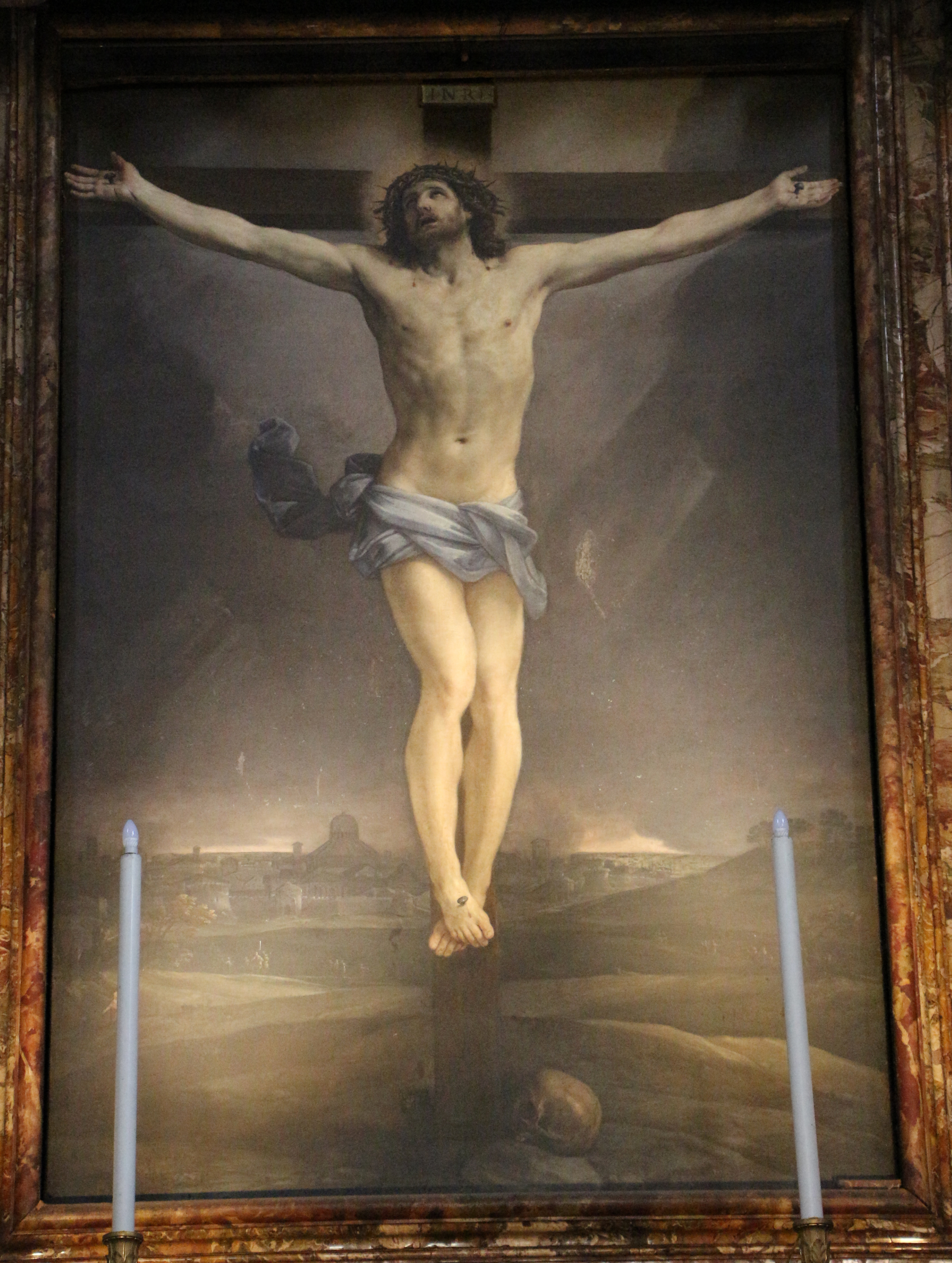
Kreuzigung von Guido Reni
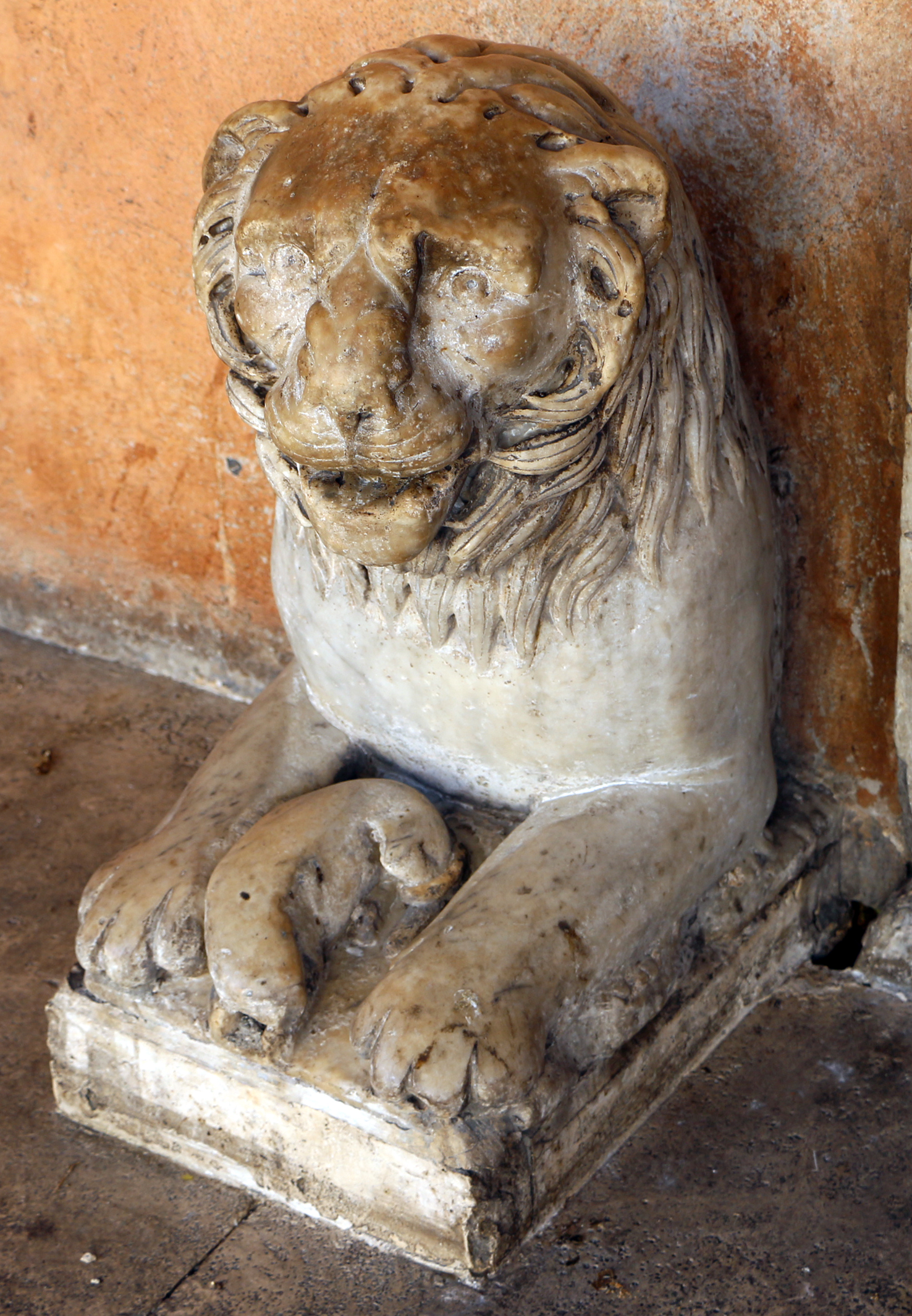
Portallöwe auf der linken Seite
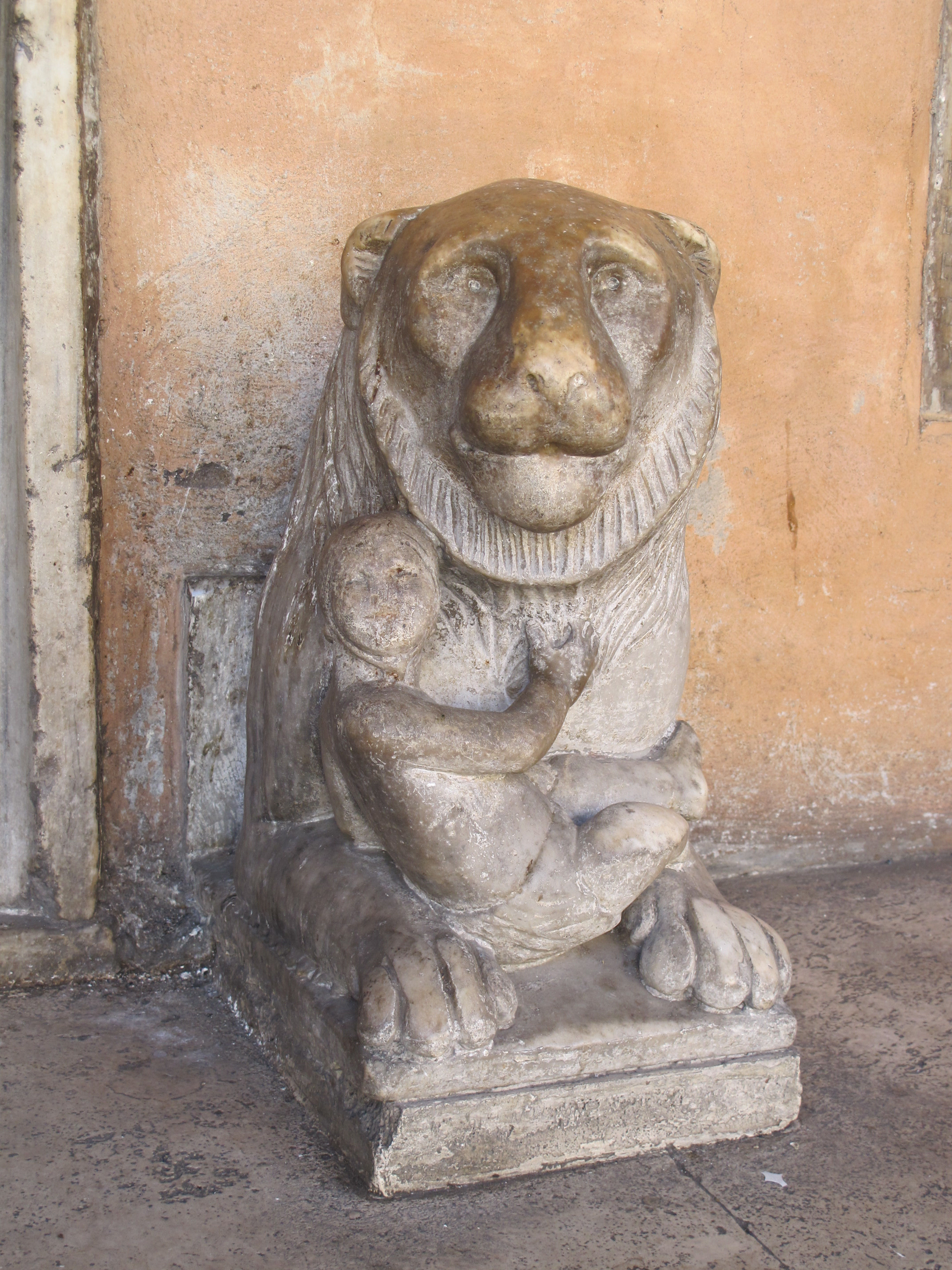
Portallöwe auf der rechten Seite